# Plectris variipennis
Plectris variipennis är en skalbaggsart som beskrevs av Moser 1921. Plectris variipennis ingår i släktet Plectris och familjen Melolonthidae. Inga underarter finns listade i Catalogue of Life.